# Edvard Gylling
Edvard Gylling (30. november 1881 i Kuopio, Finland – 14. juni 1938 i Sovjetunionen) var en finlandssvensk socialist, som var fremtrædende på den røde side i den finske borgerkrig. 
Han skrev en doktordisputats i 1909 torparinstitutionens udvikling under den svenske tid i Finland. Den byggede på erfaringer som han havde fået under sit arbejde 1904-1906 i statistikkommitéen for alderspensions- og arbejdsløshedsforsikring. Han virkede tillige som aktuar på toldvæsenets og Helsingfors stads statistikkontor, underviste i nationaløkonomi på Företagarnas handelsinstitut 1906-1907 og blev valgt til sekretær i landdagens jordbrugsudvalg. Mellem 1910 og 1918 var han docent i statistik ved Helsingfors universitet.
Årene 1908-1917 var Gylling socialdemokratisk medlem af landdagen. Under den finske borgerkrig var han finanskommissær i den røde regering. Den 1. marts 1918 undertegnede han og Oskari Tokoi en aftale med Vladimir Lenin og Josef Stalin. Efter, at den røde side havde lidt nederlag i borgerkrigen, flygtede Gylling 1918 til Sverige og rejste til Sovjetunionen 1920 på Lenins råd. Her blev ansvarlig for indførelsen af kommunismen i Karelen, hvor han blandt andet samarbejdede med Kustaa Rovio. Han faldt i unåde hos Stalin og blev arkebuseret i 1938.